# 金萬玉
金 萬玉（キム・マノク、1946年11月29日 - 1975年9月4日）は、大韓民国の詩人。

## 生涯
全羅南道莞島郡青山面麗瑞里生まれ。朝鮮大学校除籍。1967年に思想界新人文学賞に当選し詩壇に登場したが、29歳で自殺した。死因については明らかになっていない。
作品に『光と永遠の春を讃えるカンタータ』などがある。

### 作品集
- 自選詩集《슬픈 계절의》(国際出版社、1964年)
- 遺稿詩集《오늘 죽지 않고 오늘 살아 있다》(1985年、チョンサ)

### 受賞
- 全南日報 新春文芸 詩 佳作 (1965年)
- 思想界 第8回 新人文学賞 詩 当選 (1967年)
- 全南日報 新春文芸 短編小説 佳作 (1967年)
- 大韓日報 新春文芸 短編小説 当選 (1971年)
- 全南日報 新春文芸 短編小説 当選 (1971年)